# الکساندر ورشبو
الکساندر ورشبو (انگلیسی: Alexander Vershbow؛ ۳ ژوئیهٔ ۱۹۵۲ – ) یک دیپلمات اهل ایالات متحده آمریکا بود.